# Lanneuffret

Lanneuffret este o comună în departamentul Finistère, Franța. În 1 ianuarie 2022 avea o populație de 150 de locuitori.